# Jason Kao Hwang
Jason Kao Hwang, född 1957 i Waukegan, Illinois, är en amerikansk violinist och kompositör.
Hwangs kammaropera The Floating Box: A Story in Chinatown med libretto av Catherine Filloux fick sin premiär 2001.
Hwang är av kinesisk härkomst.

## Fotnoter
1. ↑  Prabook, Prabook-ID: 813655, läst: 30 juli 2024.[källa från Wikidata]